# Accountantskantoor
Een accountantskantoor is een bureau voor zakelijke dienstverlening dat als hoofdwerkzaamheid accountancy heeft. Bij een accountantskantoor zijn altijd een of meer accountants werkzaam.
Sinds de invoering van de WTA per 19 januari 2006 wordt onderscheid gemaakt tussen een accountantsorganisatie en een accountantskantoor. Een accountantsorganisatie heeft een vergunning (in aanvraag) van de AFM om wettelijke controles uit te oefenen. Een accountantskantoor heeft dat niet, derhalve mag een accountantskantoor geen wettelijke controles verrichten en valt daarmee buiten de reikwijdte van de AFM.
In grootte en klantenkring verschillen ze. De grootste accountantsorganisaties zijn de 'Grote Vier' (big four): Deloitte, PwC, Ernst & Young, en KPMG. Zij zijn behalve in Nederland ook mondiaal de grootste en bedienen traditioneel de grote, vaak beursgenoteerde bedrijven. Een uitzondering is KPMG, dat ook veel mkb-ondernemingen bedient. De nationaal werkende accountantsorganisaties bedienen meestal het grotere mkb(mkb+). Regionale en lokale kleinere kantoren bedienen het kleinere mkb en vrije beroepsbeoefenaars zoals advocaten en artsen. Ook komt het voor dat een accountant alleen werkt.

## Rechtsvorm
De rechtsvorm is veelal afhankelijk van juridische en fiscale wetgeving. Bij de grotere kantoren was meestal sprake van een maatschap, omdat die met zijn platte structuur het meest geschikt is voor samenwerkingsverbanden van beroepsbeoefenaars. Ook geeft de wetgeving maatschappen meer vrijheid betreffende de structuur. De afgelopen jaren zijn meerdere kantoren overgestapt op de structuur van een naamloze vennootschap of coöperatieve vereniging, omdat daarbij de aansprakelijkheid niet groter is dan de inbreng van de partners. Daardoor hebben schuldeisers bij een eventueel faillissement geen verhaal op het privébezit van de participanten.
Daarnaast spelen fiscale redenen een rol. Bij de uitvoering van de verschillende disciplines (accountancy, belastingadvies, consultancy) wordt doorgaans gebruikgemaakt van besloten vennootschappen.

## Dienstverlening
Accountantskantoren hebben vaak ook fiscalisten in dienst. Het opmaken van de belastingaangifte ligt immers in het verlengde van de jaarrekening, omdat deze laatste als uitgangspunt moet worden genomen. De grotere accountantsorganisaties, met name de Grote Vier, hadden vroeger ook wel consultancyafdelingen en advocaten onder hun hoede. Sinds de verscherpte tegenstrijdig-belangwetgeving zoals die voorkomt binnen de Sarbanes-Oxley-wet, is deze situatie niet meer houdbaar gebleken. Veel advocaten richtten hun eigen kantoren op, zoals AKW Prinsen en Holland van Gijzen. Consultancy is niet door de Grote Vier afgestoten.

## Kwaliteitsproblemen
Met name grotere accountantsorganisaties liggen de laatste jaren onder vuur. Het Enron-schandaal bewerkstelligde de ondergang van Arthur Andersen, het Ahold- en Parmalatschandaal brachten Deloitte zware schade toe en het faillissement van Steins Bisschop Meijburg & Co en andere schandalen brachten KPMG op de rand van de ondergang. Mededingingsspecialisten maken zich bovendien zorgen over de afname van het aantal grote accountantsorganisaties. Bepaalde deelmarkten, zoals die voor grotere ondernemingen, raakten steeds meer geconcentreerd bij een of meerdere spelers. Als deze ontwikkeling zich voortzet, zal de kwaliteit van de dienstverlening hieronder kunnen gaan lijden.
Onder politieke druk formuleerde de (toenmalige) Nederlandse Beroepsorganisatie van Accountants (NBA) in 2014 maar liefst 53 verbeteringsmaatregelen in het rapport ‘’In het publiek belang‘’. Ondanks deze maatregelen, concludeerde de toezichthouder op de accountants, de Autoriteit Financiële Markten (AFM) in 2017 opnieuw dat de grote vier accountantskantoren ver onder de maat presteren. In 2018 was minister Wopke Hoekstra van mening dat de accountants niet snel genoeg en niet goed genoeg verbeteren. Daarom stelde hij in dat jaar de ‘’Commissie Toekomst Accountancysector’’ in, die zal bekijken wat nodig is om de kwaliteit van het werk van de accountants op peil te krijgen. In januari 2020 publiceerde de Monitoring Commissie Accountancy het rapport Spiegel voor de accountancysector. Daarin pleit de commissie voor fors politiek ingrijpen in een sector die zichzelf traditioneel reguleerde.

## Nationale en internationale organisaties
Van de voormalige 9 grote accountantsorganisaties in de jaren zeventig zijn er anno 2012, mede als gevolg van fusies, 4 megakantoren over:
- Price Waterhouse & Co en Coopers & Lybrand vormen samen PriceWaterhouseCoopers
- Moret & Limperg was aangesloten bij Arthur Young & Co, na fusie met Ernst & Whinney ontstond Ernst & Young (tegenwoordig EY)
- Deloitte Haskins & Sells en Touche Ross' vormden samen Deloitte
- Arthur Andersen & Co (failliet)
- Klynveld Kraayenhof & Co vormde samen met Peat Marwick Mitchell & Co. KPMG

In Nederland zijn in 2021 op basis van omzet en personeelsaantallen de volgende 30 kantoren het grootst:
| Kantoor                   | Omzet miljoen € | Personeel (fte's) |
| ------------------------- | --------------- | ----------------- |
| Deloitte                  | 1.032,0         | 6.172             |
| PwC                       | 936,3           | 5.241             |
| EY                        | 900,0           | 4.562             |
| KPMG                      | 592,1           | 3.490             |
| BDO                       | 319,0           | 2.529             |
| Flynth                    | 234,5           | 2.126             |
| Mazars                    | 124,3           | 933               |
| Baker Tilly               | 105,1           | 770               |
| Alfa                      | 98,9            | 873               |
| De Jong & Laan            | 77,9            | 588               |
| Grant Thornton            | 76,3            | 551               |
| RSM                       | 71,4            | 493               |
| HLB Witlox Van den Boomen | 69,1            | 549               |
| Moore DRV                 | 64,4            | 531               |
| ABAB                      | 60,7            | 580               |
| Crowe Foederer            | 57,2            | 422               |
| Countus                   | 50,6            | 457               |
| ETL                       | 44,3            | 413               |
| Moore MTH                 | 43,1            | 346               |
| KroeseWevers              | 40,5            | 322               |
| Van Oers                  | 40,2            | 344               |
| Visser & Visser           | 37,2            | 298               |
| Schipper Groep            | 37,1            | 295               |
| Crop                      | 34,8            | 264               |
| Verstegen                 | 31,3            | 164               |
| Koenen en Co              | 29,6            | 219               |
| PKF Wallast               | 29,4            | 217               |
| Ruitenburg                | 28,0            | 215               |
| Bentacera                 | 25,0            | 228               |
| Bol Adviseurs             | 22,2            | 169               |